# Lista de prêmios e indicações recebidos por Frank Zappa
O compositor, guitarrista, produtor de gravação e diretor de cinema estadunidense Frank Zappa recebeu grandes aclamações críticas, tanto em vida, quanto postumamente, entre os quais destaca-se o feito de ser a única pessoa a ter sido incluída nos Halls da Fama tanto do Jazz quanto do Rock and Roll.
Segundo Jimi Hendrix, "Zappa foi o maior guitarrista-improvisador que ele já ouviu."
Abaixo segue uma lista de prêmios e nomeações recebidas por ele.

## Grammy Awards

### Álbuns
| Ano  | Álbum                    | Indicação                                                        | Resultado | Observação | Ref.        |
| ---- | ------------------------ | ---------------------------------------------------------------- | --------- | ---------- | ----------- |
| 1988 | "Jazz From Hell"         | Grammy Award para Best Rock Instrumental Performance             | Venceu    |            | [ 3 ] [ 4 ] |
| 1988 | "Jazz From Hell"         | Best Instrumental Composition                                    | Indicado  |            | [ 4 ]       |
| 1989 | "Guitar"                 | Best Rock Instrumental Performance (Orchestra, Group Or Soloist) | Indicado  |            | [ 4 ] [ 5 ] |
| 1990 | "Broadway the Hard Way"  | Best Musical Cast Show Album                                     | Indicado  |            | [ 4 ]       |
| 1990 | "Civilization Phaze III" | Best Recording Package - Boxed                                   | Venceu    |            | [ 4 ]       |

### Músicas
| Ano  | Música                 | Álbum                                           | Indicação                                            | Resultado | Observação                      | Ref.        |
| ---- | ---------------------- | ----------------------------------------------- | ---------------------------------------------------- | --------- | ------------------------------- | ----------- |
| 1980 | "Dancin' Fool"         | Sheik Yerbouti                                  | Best Rock Vocal Performance - Male                   | Indicado  |                                 | [ 4 ]       |
| 1980 | "Rat Tomago"           | Sheik Yerbouti                                  | Grammy Award para Best Rock Instrumental Performance | Indicado  |                                 | [ 4 ] [ 6 ] |
| 1983 | "Valley Girl"          | Ship Arriving Too Late to Save a Drowning Witch | Best Rock Vocal Performance by a Duo or Group        | Indicado  | em conjunto com Moon Unit Zappa | [ 4 ]       |
| 1985 | "The Perfect Stranger" |                                                 | Best New Classical Composition                       | Venceu    |                                 | [ 4 ]       |

### Outros
| Ano  | Indicação                         | Resultado | Observação | Ref.  |
| ---- | --------------------------------- | --------- | ---------- | ----- |
| 1997 | Grammy Lifetime Achievement Award | Venceu    |            | [ 7 ] |

#### Composições deZappaperformada por outros artistas
| Ano  | Música               | Artista/Banda                                                 | Álbum                                               | Indicação                          | Resultado | Observação | Ref.        |
| ---- | -------------------- | ------------------------------------------------------------- | --------------------------------------------------- | ---------------------------------- | --------- | ---------- | ----------- |
| 1994 | "Sofa"               | Steve Vai                                                     | Zappa's Universe / Mystery Tracks - Archives Vol. 3 | Best Rock Instrumental Performance | Venceu    |            | [ 8 ] [ 9 ] |
| 2009 | "Peaches en Regalia" | Zappa Plays Zappa featuring Steve Vai & Napoleon Murphy Brock | Zappa Plays Zappa                                   | Best Rock Instrumental Performance | Venceu    |            | [ 10 ]      |

## Prêmios como músico/guitarrista
| Ano  | Indicação             | Categoria - Resultado                                                            | Observação  | Ref.          |
| ---- | --------------------- | -------------------------------------------------------------------------------- | ----------- | ------------- |
|      | Revista Spin          | SPIN's 100 Greatest Guitarists of All Time                                       | 16a posição | [ 11 ] [ 12 ] |
|      | Revista Mojo          | Mojo: 100 Greatest Guitarists Of All Time                                        | 28a Posição | [ 13 ]        |
|      | Gibson.com            | Top 50 Guitarists of All Time                                                    | 39a Posição | [ 14 ]        |
| 2000 | Canal VH1             | 100 Greatest Artists/Bands of Hard Rock                                          | 36a Posição | [ 15 ]        |
| 2005 | Revista Rolling Stone | 100 Greatest Artists of All Time: Votação dos Editores                           | 71a Posição | [ 16 ]        |
| 2008 | Revista Gigwise       | Gigwise: The 50 Greatest Guitarists... Ever!                                     | 35a Posição | [ 17 ]        |
| 2011 | Revista Rolling Stone | 100 Greatest Guitarists of All Time: Júri Técnico (Músicos)                      | 22a Posição | [ 18 ]        |
| 2012 | Revista Guitar World  | The 100 Greatest Guitarists of All Time (Readers Poll): Voto Leitores (internet) | 27a Posição | [ 19 ]        |

## Inclusão emHall of Fames
Zappa é a única pessoa a ter sido incluída nos Halls da Fama tanto do Jazz quanto do Rock and Roll.
| Ano  | Indicação                  | Categoria           | Resultado | Observação            | Ref.   |
| ---- | -------------------------- | ------------------- | --------- | --------------------- | ------ |
| 1994 | Revista de Jazz Down Beat  |                     | Venceu    |                       | [ 16 ] |
| 1995 | Rock and Roll Hall of Fame | Category: Performer | Venceu    | Premiado postumamente | [ 4 ]  |

## Outros prêmios
| Ano           | Indicação                            | Categoria                                                                                                  | Observação | Ref.   |
| ------------- | ------------------------------------ | --- | --- | ------ |
| 1979          | Musical Frank Zappa’s Joe’s Garage   | Musical of the Year                                                                                        | | [ 20 ] |
| 2005          | Álbum We're Only in It for the Money | Conselho Nacional de Preservação de Gravações dos EUA incluiu o álbum no no Registro Nacional de Gravações | "um álbum inventivo e iconoclástico de Frank Zappa que apresenta uma posição política única, tanto anticonservadora e anticontracultural, e apresenta uma crítica mordaz aos hippies e às reações dos EUA a ela" | [ 21 ] |
| 2005          | Prêmio Jammy Award                   | Lifetime Achievement                                                                                       | | [ 22 ] |
| Março de 2003 | Álbum Joe's Garage                   | 30 Greatest Concept Albums Of All Time da Revista Classic Rock Magazine                                    | Posição #20 |        |